# Hayden Coulson
Pour les articles homonymes, voir Coulson.
Hayden Coulson, né le 17 juin 1998 à Gateshead en Angleterre, est un footballeur anglais qui évolue au poste d'arrière gauche à Blackpool.

## Biographie

### Débuts professionnels
Natif de à Gateshead en Angleterre, Hayden Coulson est formé par le Middlesbrough FC. C'est en Écosse au Saint Mirren FC, où il est prêté le 9 juillet 2018, qu'il débute en professionnel. Il joue son premier match le 13 juillet 2018, lors d'un match de Coupe de la Ligue écossaise contre le Kilmarnock FC. Son équipe s'impose aux tirs au but ce jour-là.
Le 31 janvier 2019, Coulson est prêté au Cambridge United FC, club de League Two.

### Retour à Middlesbrough
Coulson est de retour à Middlesbrough pour la saison 2019-2020, où il est intégré à l'équipe professionnelle. Il fait sa première apparition en Championship le 2 août 2019, lors de la première journée face à Luton Town. Il est titulaire lors de cette partie, et les deux équipes dont match nul (3-3). Le 27 décembre 2019 il prolonge son contrat avec Middlesbrough jusqu'en juin 2023. Le 1er février 2020, il inscrit son premier but pour Middlesbourgh, en championnat face à Blackburn Rovers. Entré en jeu alors que son équipe est menée d'un but, il marque seulement quatre minutes après avoir fait son apparition sur la pelouse, un but qui permet de décrocher le point du match nul (1-1).
Le 9 août 2021, il est prêté à Ipswich Town.
Le 26 juillet 2022, il est prêté à Aberdeen pour une saison.
Le 8 janvier 2024, il est prêté à Blackpool.
Le 27 juin 2024, il rejoint Blackpool.